# Rhus nortonii
Rhus nortonii là một loài thực vật có hoa trong họ Đào lộn hột. Loài này được (Greene) Rydb. miêu tả khoa học đầu tiên năm 1931.